# Paardenbloem
De paardenbloem (Taraxacum officinale) is een soort uit de composietenfamilie (Asteraceae). In deze familie zijn bloemen sterk gereduceerd en klein en staan ze dicht bij elkaar in een bloemhoofdje. In april kunnen ze hele weilanden geel kleuren. Dat neemt niet weg dat bepaalde microsoorten en secties zeldzaam kunnen zijn.
De paardenbloem komt van oorsprong voor in Afrika, Azië en Europa en is door toedoen van de mens over veel andere plaatsen verspreid.

## Microsoorten
De paardenbloem is er in vele vormen en soorten die moeilijk te onderscheiden zijn. In Nederland zijn ten minste 250 microsoorten bekend. Microsoorten zijn klonen of mengsels van klonen, die morfologisch onderscheidbaar zijn van elkaar. Omdat er zeer veel kruisingen tussen de microsoorten voorkomen, worden ze door de Heukels' Flora van Nederland niet meer als aparte microsoorten gezien. In de systematiek worden deze microsoorten samengevoegd tot secties. In diverse flora's worden secties beschreven in plaats van de microsoorten. Er zijn wel 250 microsoorten bekend die aangeduid worden als Taraxacum officinale agg. G.H.Weber ex F.H. Wigg. en samengevoegd zijn in sectie Taraxacum:
- sect. Taraxacum
- sect. Ruderalia
- sect. Vulgaria
- Taraxacum vulgare
- Taraxacum palustre
- Taraxacum laevigatum
- Taraxacum obliquum
- Taraxacum celticum
- Taraxacum hamatum
- Leontodon taraxacum

## Botanische beschrijving
Het schotelvormig bloemhoofdje van de paardenbloem bestaat enkel uit gele lintbloemen. Het pappus bestaat uit haren en kan beschouwd worden als een gereduceerde kelk. De stengel is hol en heeft geen bladeren. De bladeren staan in een bladrozet bij elkaar. Ze zijn diep ingesneden tot bochtig getand. Bij kneuzing vloeit uit de plant een witte, melkachtige vloeistof, die paardenbloemenmelk wordt genoemd.
De penwortel kan decimeters diep de grond in dringen. Wanneer hij op enige diepte afbreekt of wordt afgesneden kan de plant zich herstellen en kunnen verscheidene bladrozetten ontspruiten uit de afgebroken penwortel.
De voortplanting van paardenbloemen vindt voor een groot deel plaats door middel van apomixie, dat wil zeggen dat het vruchtbeginsel via ongeslachtelijke voortplanting kan uitgroeien tot een zaad. De paardenbloem vormt op deze manier klonen. Daardoor zijn er grote groepen paardenbloemen die genetisch nauwelijks en morfologisch weinig van elkaar verschillen en deze worden microsoorten genoemd.
De paardenbloem kan zich ook voortplanten door middel van bevruchting. De vrucht is een eenzadig nootje. Aan het nootje zit het gesteelde vruchtpluis (pappus). Het vruchtpluis zit vast op een steeltje (het rostrum), daaronder zit de piramide en het vruchtlichaam. Dit laatste heeft ribben en heeft veelal stekels aan de bovenkant. De kleur van het vruchtlichaam is een belangrijk determinatiekenmerk. De nootjes met hun vruchtpluis worden door de wind verspreid (anemochorie).

## Bodemstructuur
De paardenbloem wortelt diep met zijn penwortel en haalt de kalk uit de diepere laag van de bodem en maakt dit beschikbaar voor de bovenste laag van de bodem. De lange penwortel zorgt er ook voor dat mineralen uit de diepere lagen van de bodem beschikbaar komen voor het gewas. Tijdens de bloei van maart tot mei en van september tot november maken de honingbij en andere insecten gebruik van de paardenbloem als voedselbron. Als de wortel afsterft maakt de pendelaar, een regenworm, gebruik van deze gangen. Ook de wortels van het gras maken dankbaar gebruik van deze gangen. Een bijkomstig voordeel is dat de gangen van de paardenbloemwortel zorgen voor goede beluchting en afwatering van de bodem.

## Werkzame stoffen
- Inuline
- Choline
- Looizuur
- Bitterstoffen

Het melksap bevat eiwitten, hars en taraxine.

## Gebruik

### Molsla
Paardenbloemen zijn eetbaar. De jonge bladeren zijn minder bitter dan de volwassen bladeren. Deze jonge blaadjes worden verkocht als molsla. De kweek van de echte molsla is veel arbeidsintensiever. Dit gebeurt door de in het voorjaar uit de overwinterde wortelen of uit ondergespitte planten uitgroeiende jonge bladscheutjes bedekt te houden zodat geen, of weinig, bladgroen ontstaat. Vroeger werd in molshopen naar deze 'gebleekte' paardenbloembladeren gezocht, vandaar de naam molsla.
Door veredeling is een verbeterde, bladrijke molsla verkregen. Molsla wordt op diverse markten in Europa als malse voorjaarsgroente aangeboden. In Nederland en België is het niet ruim verkrijgbaar.
De bloem is voor de zaadzetting eetbaar, daarna niet meer.

### Kruidengeneeskunde
De paardenbloem heeft een gunstige uitwerking op de spijsverteringsorganen, alsook op de lever en de nieren. Deze is bloedzuiverend, eetlustopwekkend, urine-afdrijvend en laxerend en bevat veel vitamine C, alsook vitamines als A, B2 en D. Paardenbloemen bevatten tevens sporenelementen van de mineralen koper, calcium, ijzer, kalium, silicium, zwavel, mangaan en magnesium.
- De wortel in gedroogde vorm wordt wel tegen nier- en galkwalen gebruikt.
- Afkooksel van de wortels, verse worteltinctuur of vers geperst wortelsap van de paardenbloem wordt gebruikt voor de behandeling van artritis.[2][3]
- De wortels en bladeren hebben door de aanwezige bitterstoffen een eetlust opwekkende werking.[3]
- De melk van de plant kan door rechtstreeks erop aanbrengen gebruikt worden tegen puistjes zoals acne.
- Het sap van de bloem zou helpen tegen wratten.

### Siroop
Van de bloemen kan een honingachtige siroop worden gekookt. Ook kan er jam mee worden gemaakt. In Engeland bestaat een traditionele frisdrank (dandelion and burdock) waaraan deze siroop is toegevoegd.

### Vee, huisdieren en gewas
Koeien, schapen en geiten gebruiken de paardenbloem als medicijn. De mogelijke ondersteuning van de leverfunctie van melkvee is voor de melkveehouderij dan ook een belangrijk aspect van de paardenbloem.
Cavia's en konijnen kan men goed voeren met versgeplukte bladeren van de paardenbloem.
Door een strikt maaibeleid kan de paardenbloem beheersbaar blijven in grasland.

### Overig
In de Sovjet-Unie is getracht om uit de Russische paardenbloem (Taraxacum kok-saghyz) rubber te fabriceren. Er werden speciale landbouwwerktuigen voor ontwikkeld en speciale fabrieken gebouwd. In 1941 was het areaal paardenbloemen 67.000 ha groot en waren er meer dan 10.000 kolchozen bij betrokken. In bepaalde jaren voorzag de paardenbloementeelt in 30 procent van de rubberbehoefte van de Sovjet-Unie. Eén hectare paardenbloemen levert 150 kilogram rubber tegen 2000 kg per ha voor de Braziliaanse rubberboom. Door de opkomst van synthetisch rubber ging de betekenis van de paardenbloementeelt voor de productie van rubber verloren.:blz. 285–286

### Iconografie
In de iconografie is de paardenbloem het symbool en attribuut van de gematigdheid. Ook is het een christelijk symbool van rouw.

## Naamgeving
Tot het begin van de twintigste eeuw was er geen officiële Nederlandse naam voor de paardenbloem. Dat was lastig bij onderwijs en educatie omdat de plant in verschillende streken een andere naam had. Een commissie van de KNNV onder leiding van Hendrik Heukels stelde in 1906 het boekje Nederlandse plantenamen samen, waarin een lijst van plantennamen is opgenomen om meer eenheid te brengen in het gebruik van Nederlandse namen voor planten. Er werd daarbij een keuze gemaakt uit de veelheid aan regionale namen en sindsdien heet de plant in het Nederlands officieel paardenbloem.:blz. 289
De betekenis is vermoedelijk nutteloze of waardeloze bloem. Een vergelijkbaar gebruik van het woord 'paard' is te vinden in paardenkastanje, die, in tegenstelling tot de tamme kastanje, niet eetbaar is.:blz. 291 Waarom het woord 'paard' deze betekenis kan hebben is onduidelijk. Paardensla is een alternatieve naam, de paardenbloem werd ook wel als veevoer gebruikt.

## Andere namen
Er bestaan binnen het Nederlands taalgebieden 86 geregistreerde volksnamen. In delen van Gelderland wordt de wortelrozet kettingspol of hondepol genoemd. De paardenbloem is in het noorden van Nederland bekend als hondenbloem (Groningen) en als hondstong (Drenthe). In het Nederlands is hondstong ook de benaming voor een andere plantensoort. In Friesland kent men de paardenbloem onder de naam hynsteblom. De naam melkwiet komt veel voor in de provincie Zeeland.
In verschillende delen van Zeeland kan de naam variëren van pissebed, pissebaede tot pisseblomme. In de Nederlandse provincie Limburg en in Vlaanderen (België) wordt de paardenbloem ook wel pisbloem of pissebloem genoemd. In West-Vlaanderen spreekt men van beddepissers of beddezeekers. In het Frans is pis-en-lit, wat op hetzelfde neerkomt, de gebruikelijke naam. De naam pissebed voor de paardenbloem slaat op het kennelijk urine-afdrijvend effect van de plant wanneer de bladeren gegeten worden.:blz. 274 In het Nederlands is pissebed ook de benaming voor een omvangrijke soortenrijkdom aan geleedpotigen.
Andere regionale namen voor de paardenbloem zijn konijnenbladeren (bijvoorbeeld op Texel) of brievenbesteller (in West-Friesland). De laatste naam slaat op het vruchtpluis dat wanneer ertegen aangeblazen wordt, wegdrijft om als het ware de zaden die er aan hangen als brieven te bestellen.:blz. 275 Een minder gebruikelijke Franse naam is dent de lion, wat overeenkomt met het Duitse Löwenzahn en het Engelse dandelion. Het Nederlandse equivalent leeuwentand slaat op een ander op de paardenbloem gelijkend plantengeslacht.

## Spelling
Naar de paardenbloem is een bekende uitzondering in de Nederlandse spelling genoemd, de paardebloemregel. Tot de spellingwijziging van 2005 gold dat er geen tussen-n werd geschreven in een samenstelling waarvan het eerste deel een dierennaam is en het tweede deel een plantkundige aanduiding. Paardebloem was het bekendste voorbeeld van die uitzondering, vandaar de paardebloemregel. Later is het toch paardenbloem geworden.

## Trivia
Kinderen vinden het leuk de pluisjes van een uitgebloeide paardenbloem weg te blazen. Door daarbij een lijstje namen op te zeggen weten ze met wie ze zullen trouwen, of hoe laat het is. De Rolling Stones bezongen dit spelletje in hun lied Dandelion.